# Arctiarpia melanopasta
Arctiarpia melanopasta là một loài bướm đêm thuộc phân họ Arctiinae, họ Erebidae.